# Zamarada reflexaria
Zamarada reflexaria är en fjärilsart som beskrevs av Walker 1862. Zamarada reflexaria ingår i släktet Zamarada och familjen mätare. Inga underarter finns listade i Catalogue of Life.